# Alvear Palace Hotel

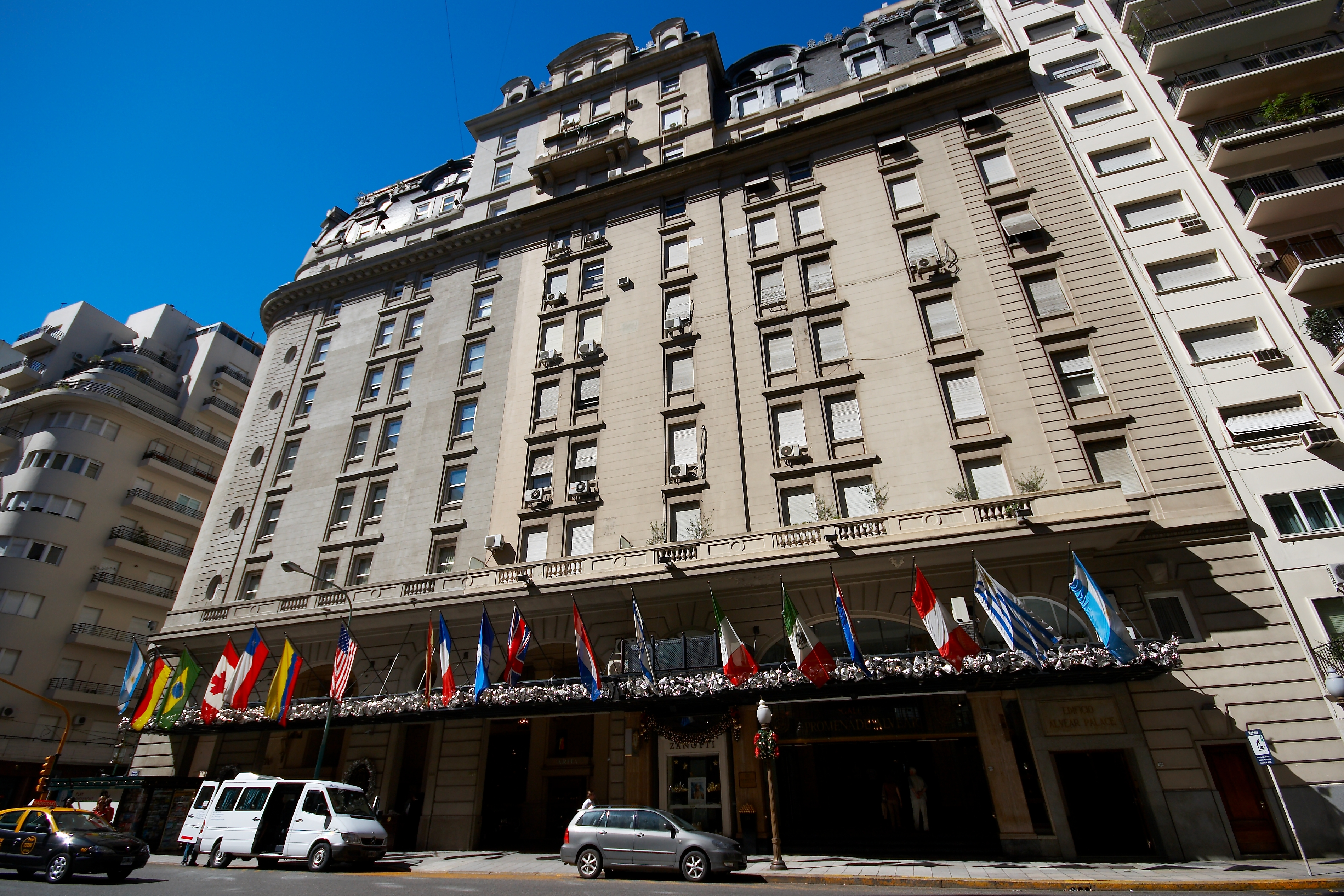
Fachada sobre la Avenida Alvear. Se nota la diferencia de colores entre las dos etapas del hotel, construidas con 10 años de diferencia.

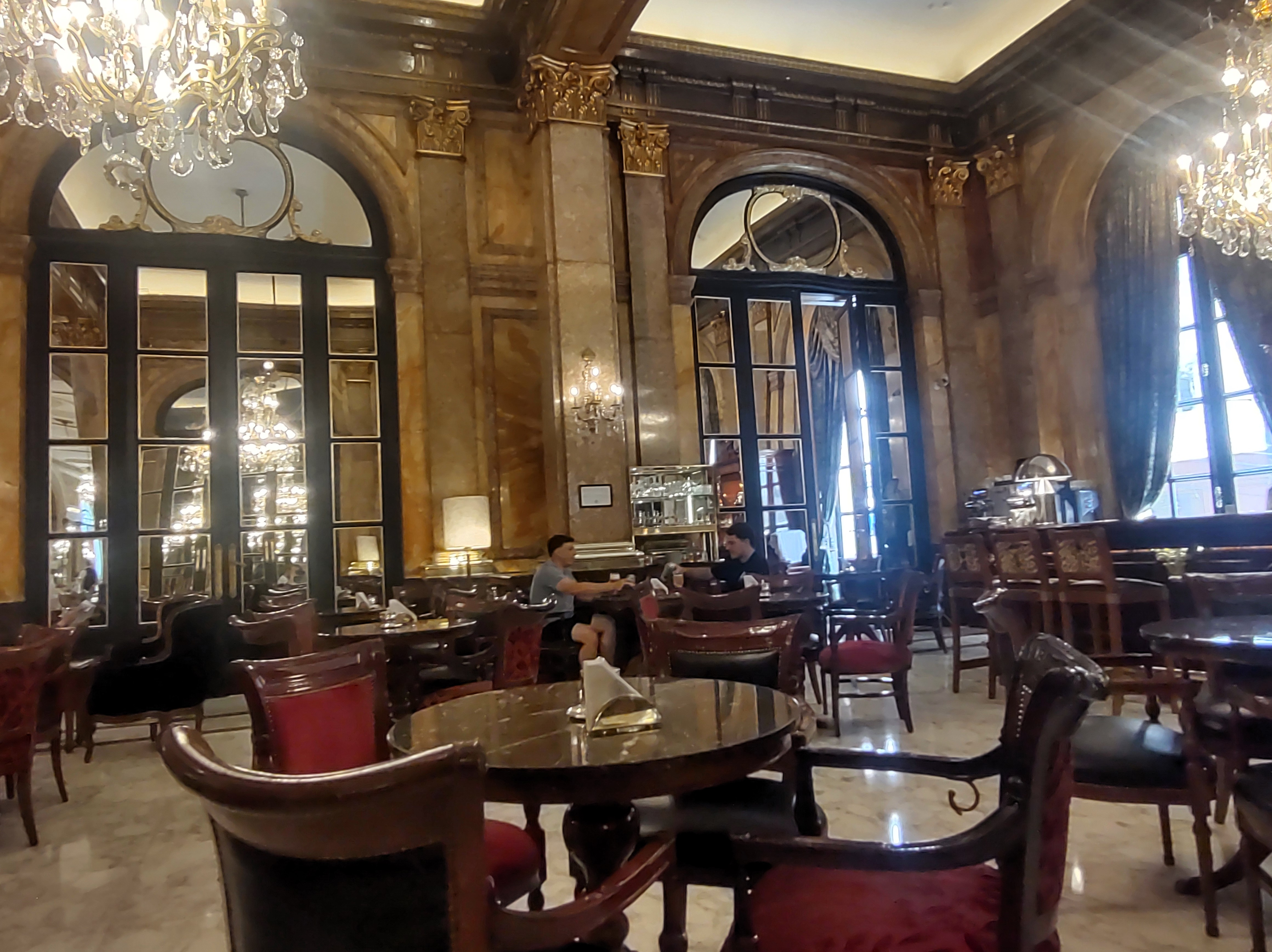
Comedor.

El Alvear Palace Hotel es uno de los hoteles de lujo más importantes de la ciudad de Buenos Aires, propiedad del Grupo Sutton Dabbah. Se encuentra en la intersección de la calle Ayacucho y la Avenida Alvear, en el selecto barrio de la Recoleta.

## Historia
Rafael De Miero estaba casado con Enriqueta Monsegur, quien pertenecía a una de las familias ilustres de la Argentina. En diversos viajes durante la década de los 20, trajo a la Argentina muchas ideas que había recogido en sus viajes a París, bajo el contexto de la  "Belle Époque", con el propósito de construir un hotel en Buenos Aires. Para ellos compró un terreno en la esquina de Avenida Alvear y Ayacucho —frente al lujoso Palacio Dose— donde antiguamente estuviera el viejo consulado de Gran Bretaña. 
Las obras comenzaron hacia 1922 bajo la dirección de los afamados arquitectos Estanislao Provano y Valentín Brodsky y tardaron diez años en culminarse, quizás por lo irregular del terreno y en parte por la cantidad de detalles que se le agregaban al proyecto diariamente. Finalmente, el sábado 3 de septiembre de 1932, el Hotel Alvear fue inaugurado con una pomposa fiesta y gran cantidad de invitados. 
A principio de los 70 pasó a manos del barón Andreas von Wernitz, entrando en una era de decadencia que la llevó al borde del cierre. A tal grado que, para evitar esto, casi el 95% de las habitaciones fueron vendidas a particulares. Hacia 1978 la situación del hotel se veía tan insostenible que, tras un concurso de acreedores, fue vendido al Grupo Aragón.
Desde 1984, el Alvear Palace es propiedad del Grupo Sutton Dabbah, que inició en 2009 un plan de crecimiento con la construcción de dos nuevos hoteles: el Alvear Art (cerca de Plaza San Martín) y el Alvear Icon (en Puerto Madero). En 2011, anunció la construcción de la Alvear Tower, el edificio más alto de Buenos Aires con 235 metros. Durante décadas, se repartió la supremacía porteña solo con el Plaza Hotel Buenos Aires.

## Arquitectura
De Miero contrató para diseñar el hotel a los arquitectos Valentín Brodsky y Estanislao Pirovano y a los ingenieros Escudero y Ortúzar. Los arquitectos Medhurst Thomas y G.E. Harris terminaron el edificio y se encargaron de la decoración interior.
El edificio fue construido sobre la Avenida Alvear, en su cruce con la calle Ayacucho, donde el terreno sufre el declive de la barranca del Río de la Plata hacia la calle Posadas. Posee 5 subsuelos, planta baja y 11 pisos altos. Al momento de su inauguración, solo estaba terminado hasta el 4º piso incluido.
En la planta baja fueron ubicados salones y comedores, a los costados de una gran galería central de 85 metros de largo, inspirada en los transatlánticos. Fueron diseñados en los estilos intermedios entre el Luis XIV y Luis XVI, con reproducciones de elementos del arte decorativo francés. Los corredores de los pisos superiores fueron adornados con pilastras curvas en laqué rojo, contrastante con el tono gris de las paredes y las alfombras coloridas.
En el entresuelo se ubicaron las oficinas administrativas del hotel, en el 1º subsuelo las cocinas, y en el 3º subsuelo, las salas de máquinas. En el 10º piso se inauguró posteriormente un restaurante con terraza, llamado Roof Garden.
Durante la era Sutton se acondicionaron las áreas públicas y los salones, los cuales debieron permanecer cerrados por varias semanas. Luego se buscó restaurar la fachada perimetral para recuperar el estado original de la antigua piedra París, que para la época estaba muy sufrida, con varias capas de pintura vieja y salpicado por un antiestético collage de acondicionadores de aire tipo "ventana". Y finalmente se intervinieron, una a una, todas las habitaciones del hotel. En el 2003, el famoso y muy querido Roof Garden fue demolido para dar espacio a 20 nuevos cuartos. Ese mismo año y, tras finalizadas todas esas obras, el hotel fue nombrado Monumento Histórico de la Ciudad de Buenos Aires, al mismo tiempo que comenzó a formar parte de The Leading Hotels of the World.

## Anécdotas
- En los años 30, el músico Don Dean compuso el famoso tema Bailando en el Alvear.
- En 1962, el actor Tony Curtis y su familia se quedaron en la habitación 606 durante el rodaje del film Taras Bulba.
- Fue sede del primer Canal 7 de televisión y también de la Radio Belgrano, que se trasmitía desde el famoso Teatro Intimo del Alvear.
- En 1964 en la habitación 805, la actriz Juliette Mayniel intentó suicidarse, cuando se enteró de que su esposo Vittorio Gassman la estaba engañando. Un empleado del hotel la salvó justo a tiempo.
- Christina Onassis compró la suite 334 solo para poder hablar por teléfono durante sus frecuentes estancias en Buenos Aires.
- En su estadía en 1991, al Emperador de Japón -reconocido biólogo marino- le instalaron en su suite un enorme acuario con raros especímenes de cynolebias (sus peces favoritos).
- El 4 de mayo de 1992, el grupo de música sueco Roxette grabó las canciones "Here Comes the Weekend" y "So Far Away" en la habitación 603, las cuales fueron incluidas en el álbum Tourism.
- Desde 1993 hasta 2015 se celebró los Personajes del Año de la Revista Gente.
- En la década de los 90, se hospedó el Emir de Kuwait de conocida preferencia por el consumo de leche fresca de cabra que, para poder conseguirla, hubo que mandar un vuelo charter al corazón de la provincia de Santiago del Estero.
- Horacio Ferrer vivió en el hotel durante treinta y ocho años hasta su muerte en el año 2014.
- Una madrugada el actor Michael Ironside regresaba muy cansado de un set de filmación y -sin darse cuenta- se enredó en el lobby con el cable de una lustradora de piso en plena actividad, lo que hizo que tropezara y se cayera de lleno sobre un ostentoso jarrón cerámico que estalló en mil pedazos. "No dejaba de pedir disculpas” -recuerda Luis Alberto Lisanti, entonces Gerente de Recepción-. “Se lo veía muy avergonzado. Me acerqué y le aseguré que todo estaba bien, que no se preocupara. El insistió y dijo que tenía que pagar por lo que había hecho. Así que se apoderó de la enceradora ¡y la pasó meticulosamente por todo el comedor!" [5]